# Фурфуриловий спирт
Фурфуриловий спирт, також називається 2-фурилметанол або 2-фуранкарбінол — органічна сполука, що містить фуран, який заміщений гідроксиметильною групою. У чистому стані — це світла безбарвна рідина, яка при стоянні набуває бурштинового кольору . Вона має слабкий запах горілого і гіркий смак. Змішується з водою, розчинний у звичайних органічних розчинниках. При дії кислот, нагріванні й/або впливі каталізаторів, фурфуриловий спирт може полімеризуватись. Фурфуриловий спирт виробляється промислово каталітичним відновленням фурфуролу, який одержують зі стрижнів кукурудзяних качанів і віджимків цукрової тростини. Він може використовуватися як розчинник, але переважно використовується як складник у виробництві смол, клеїв та зволожуючих агентів.
Фурфуриловий спирт використовувався у ракетній індустрії як гіперголічне паливо (тобто таке, що займається негайно й енергетично) з білою димлячою азотною кислотою або з червоною димлячою азотною кислотою як окислювачем. Використання гіперголіків дозволяє уникати запальника. Восени 2012 року був статично протестований, концепт рідкопаливного ракетного двигуна Spectra, що використовує білу димлячу азотну кислоту як окислювач фурфурилового спирту.